# Croton longipedicellatus
Espèce
Croton longipedicellatus est une espèce de plantes à fleurs du genre Croton et de la famille Euphorbiaceae présente de la Tanzanie à la Bande de Caprivi.

## Sous-espèces
Il a pour sous-espèces :
- Croton longipedicellatus subsp. austrotanzanicus, Radcl.-Sm., 1982, présente au sud de la Tanzanie (Kilwa)
- (en) Catalogue of Life : Croton longipedicellatus austrotanzanicus Radcl.-Sm.
- Croton longipedicellatus var. brevipedicellatus, Radcl.-Sm., 1990, présente en Angola et en Zambie
- (en) Catalogue of Life : Croton longipedicellatus brevipedicellatus Radcl.-Sm.
- Croton longipedicellatus var. glabrescens, Radcl.-Sm., 1996, présente en Tanzanie
- (en) Catalogue of Life : Croton longipedicellatus glabrescens Radcl.-Sm.
- Croton longipedicellatus subsp. longipedicellatus, présente de la Tanzanie à la Bande de Caprivi
- (en) Catalogue of Life : Croton longipedicellatus longipedicellatus Radcl.-Sm.